# Спецпідрозділ «Хорт»
Підрозділ спеціального призначення «Хорт»— професійна організація, створена на базі об'єднань ветеранів українських спецпідрозділів та організацій громадської безпеки з метою забезпечення територіальної цілісності України та охорони внутрішнього правопорядку.
Формування було створене у березні 2014 року на базі громадської організації «Координаційний центр громадської безпеки України», Об'єднання ветеранів українських спецпідрозділів та Організації громадської безпеки України.
Підрозділ з 2014 року бере участь у бойових діях війни на сході України. Зокрема бійці «Хорту» у складі 34-го окремого мотопіхотного батальйону та 42-го окремого мотопіхотного батальйону «Рух Опору», які входять у 57-му окрему мотопіхотну бригади Збройних Сил України, брали участь у боях під Горлівкою та у боях за Торецьк
З початку російського вторгнення в Україну 2022 року підрозділ брав участь в боях за Гостомель та Лисичанськ. Наразі підрозділ задіяний в боях на півдні та сході України у складі 57-ої окремої мотопіхотної бригади Збройних Сил України 
Також спецпідрозділ задіяний до патрулювання вулиць Києва у комендантську годину в складі 29-го добровольчого формування територіальних громад (ДФТГ). «Хорт» має власне конструкторське бюро, займається благодійною діяльністю та військово-патріотичним вихованням молоді, а також організовує курси підготовки.
Командиром та одним із засновників спецпідрозділу є Павло Патарецький (позивний «Булат»). 
На емблемі спецпідрозділу зображений вовк, оскільки «Хорт» — це давньоукраїнська назва вовків, сакральний військовий символ часів Київської Русі. Слоган спецпідрозділу «Хорт» звучить як «справжні, вільні, сильні» 

## Історія

### Створення
Підрозділ замислювався у 2012—2013 роках з метою впровадження військових дисциплін у виховання молоді 
У професійну організацію — спецпідрозділ «Хорт» — його учасники об’єдналися у березні 2014 року, коли Росія протиправно анексувала український півострів Крим. У перші ж дні до лав спецпідрозділу увійшли близько 700 осіб, які допомагали українським прикордонникам та іншим силовим структурам у Херсонській, Запорізькій, Миколаївській областях 
Головою спецпідрозділу «Хорт» став голова «Координаційного центру громадської безпеки України» Павло Патарецький.
У пресконференції 21 березня 2014 року , на якій офіційно було заявлено про створення спецпідрозділу «Хорт», взяли участь також: президент Федерації кіокушинкай-карате, ветеран спецпідрозділу «Група «А» Костянтин Височинський, командир спецпідрозділу «Беркут» МВС України м.Києва (до 2005 року) Геннадій Абрамчук та голова Асоціації ветеранів «Група «А» м.Києва Анатолій Новак.
У травні 2014 року «Хорт» почав створювати добровольчі батальйони — так виникли 34-ий та 42-ий батальйони територіальної оборони, які у 2014 році воювали на горлівському напрямі та брали участь у боях за Торецьк

### Діяльність після широкомасштабного вторгнення РФ на територію України
Після повномасштабного вторгнення російських окупантів, яке почалося 24 лютого 2022 року, бійці спецпідрозділу «Хорт» брали участь у бойових діях у складі добровольчого формування №29 територіальної громади Дніпровського району м. Києва. Також один із підрозділів «Хорту» воює у складі 57-мої окремої мотопіхотної бригади Збройних Сил України.
Бійці «Хорту» були залучені до оборони Київської області, зокрема брали участь у боях за Гостомель у лютому-березні 2022 року  та Лисичанськ , а наразі зосереджені на південному та східному напрямах. Також близько півтисячі бійців спецпідрозділу задіяні до патрулювання вулиць Києва у комендантську годину в рамках забезпечення правопорядку та виявлення ворожих ДРГ  
Спецпідрозділ залучений до розмінування деокупованих територій: спецпідрозділ очистив, зокрема, близько 4 тис. гектарів в Іванківському районі біля Чорнобиля. 

## Конструкторське бюро
У 2016 році інженери спецпідрозділу «Хорт» розробили глушитель-полум'ягасник для крупнокаліберного кулемета ДШК (станковий кулемет Дегтярьова-Шпагіна). Українські військові використовують його для оборони блокпостів і опорних пунктів. Пристрій був розроблений у кількох модифікаціях і призначений також для нічних і диверсійних операцій. 
У 2022 військові із підрозділу «Хорт» розробили систему автоматичного скидання боєприпасів із дронів та успішно випробували свій винахід. 

## Військово-патріотичне виховання молоді та благодійність
На базі спецпідрозділу проводяться курси з основ медицини, навчання для школярів із техніки безпеки і правил поводження зі зброєю та вибухонебезпечними предметами, військові навчають основам поведінки під час обстрілів та інших надзвичайних ситуацій.  
Для реалізації гуманітарних ініціатив на базі спецпідрозділу у 2015 році було створено благодійний фонд «Хорт» . Гуманітарна місія спецпідрозділу доставляє продукти харчування та іншу необхідну провізію до населених пунктів, які постраждали від дій російських окупаційних військ  . Одним із напрямків «Хорту» є збір та відправлення гуманітарної допомоги бійцям на фронт .

## Втрати
Станом на жовтень 2022 року спецпідрозділ втратив 11 бійців з моменту широкомасштабного вторгнення РФ . Зокрема, втрати були зафіксовані на Луганському напрямі, в боях за Лисичанськ  .

## Відомі діячі в рядах спецпідрозділу
- Павло Патарецький (позивний «Булат») — засновник та керівник спецпідрозділу.
- Ігор Уманський — двічі міністр фінансів України, економіст, політик [22].
- Кирило Сазонов — політолог [23].
- Артем Миронович — колишній виконавчий директор філії «Південно-Західна залізниця» [24].